# Młyn parowy L.Sterna we Włocławku
Młyn parowy L.Sterna we Włocławku – zabytkowy budynek przemysłowy zlokalizowany w centralnej części Włocławka.

## Historia
Młyn solny przy ulicy Okrzei został zbudowany w latach 1907–1909 r. przez włocławskiego przemysłowca Lejba Sterna pod firmę: „Włocławski Młyn Parowy L. Stern i Synowie Spółka Akcyjna”, której zarząd stanowili: Lejb Stern jako prezes zarządu, oraz Izaak Stern i Artur Stern jako członkowie zarządu. 
Stern od 1895 r. posiadał monopol na sprzedaż soli ciechocińskiej w kraju. Młyn solny zbudował na skutek walki konkurencyjnej z J.P. Bałaszewem (założył młyn solny w 1890 r. o produkcji rocznej 6000 ton, przy zatrudnieniu 25 robotników), który podobnie jak Stern sprowadzał sól do swojego młyna w stanie surowym z Teodozji na Krymie. Sól była transportowana okrętami do Gdańska, a stamtąd berlinkami (tratwami towarowymi) do Włocławka. Sprowadzana sól była oczyszczana, suszona i następnie mielona na różne gatunki. 
Młyn parowy Sterna zatrudniał ok. 40 robotników, a produkcja dzienna wynosiła średnio 2 wagony, czyli ok. 30 000 kg soli.
Walka konkurencyjna między młynami trwała do 1909 roku i przyczyniła się do obniżenia cen soli w kraju. W 1908 roku Stern wydzierżawił młyn solny firmie holenderskiej, która prowadziła przedsiębiorstwo do 1914 roku.
Młyn działał do lat 80. W latach 90. w większości pusty popadał w zaniedbanie. Od początku 2000 r. prowadzone były prace rewitalizacji budynku, które ukończono w grudniu 2002 r. 
Obecnie mieści się tu Hotel Młyn.